# Кулеба Іван Дмитрович
Іва́н Дми́трович Куле́ба (нар. 11 липня 1953, Погарщина, Миргородський район, Полтавська область, Українська РСР, СРСР) — український дипломат та державний діяч. Надзвичайний і Повноважний Посол України.
Надзвичайний і Повноважний Посол України в Республіці Вірменія (з 24 грудня 2019 до 6 жовтня 2021 року). Батько міністра закордонних справ Дмитра Кулеби.

## Біографія
Народився 11 червня 1953 року на Полтавщині. Закінчив Всесоюзну академію зовнішньої торгівлі (1992), міжнародні економічні відносини. Володіє іноземними мовами: російською та англійською.
З 1971 по 1975 — служба в збройних силах.
З 1975 по 1977 — майстер виробничого навчання в Роменському сільгосптехнікумі.
З 1977 по 1987 — перебував на господарській та громадській роботах.
З 1987 по 1988 — працював радником в Афганістані. Після завершення перебування в Афганістані обіймав посаду начальника штабу на будівництві інтернаціональних об'єктів у районах Крайньої Півночі та Далекого Сходу.
З 1989 до 1992 — слухач Всесоюзної академії зовнішньої торгівлі.
У 1992 — комерційний директор на будівництві газопроводу Туркменістан — Іран — Туреччина.
З 1992 до 1993 — перший секретар, радник відділу міжнародних організацій.
З 1993 до 1995 — завідувач відділу адміністративно-бюджетних питань ООН Управління міжнародних організацій МЗС України.
З 1995 до 1997 — радник, заступник Постійного Представника України при міжнародних організаціях у Відні.
З 6 листопада 1997 до 14 серпня 2000 — Надзвичайний і Повноважний Посол України в Арабській Республіці Єгипет.
Із січня 2000 до 6 червня 2002 — директор Департаменту адміністративно-фінансових питань, документації та архіву.
З червня 2002 до липня 2003 — заступник Державного секретаря МЗС України.
З липня 2003 до липня 2004 — заступник міністра закордонних справ України.
З 26 серпня 2004 до 22 червня 2009 — Надзвичайний та Повноважний Посол України в Чехії.
з 17 травня 2018 року до 24 грудня 2019 року — Надзвичайний та Повноважний Посол України в Казахстані.
З 24 грудня 2019 до 6 жовтня 2021 року — Надзвичайний і Повноважний Посол України в Республіці Вірменія.

## Звання
Дипломатичний ранг: Надзвичайний і Повноважний Посол.

## Нагороди
- орден Дружби народів (Афганістан)
- орден «За заслуги» ІІІ ст.
- медаль СРСР «Трудова доблесть»
- близько 30 почесними грамотами, іншими нагородами по лінії різних міністерств та відомств.